# 高橋敦史 (編集者)
高橋 敦史（たかはし あつし、1972年〈昭和47年〉 - ）は、日本の編集者、紀行作家、写真家。

## 経歴
1972年、東京都出身。上智大学文学部新聞学科卒業。
大学卒業後、出版社に勤務し、旅行雑誌の編集に携わる。また、写真雑誌の編集長を務めた。その後、フリーランスの編集ディレクター・紀行作家・写真家として活動。
若い時期にはバックパッカーとしての経験があり、出版社に5年間の勤務後して退職したのちにも1年間のアジア諸国旅行をおこなった。2002年に最初の著書『サンダルの国』を出版。
2010年代には季刊誌『珈琲時間』（大誠社）の編集長を務めた。

## おもな著書
- 『サンダルの国』（連合出版、2002年）
- 『ベトナムでロングステイ』（イカロス出版、2006年）
- 『珈琲が美味しい東京のカフェ&喫茶店』（イカロス出版、2022年）